# Anne of Green Gables: A New Beginning
Anne of Green Gables - A New Beginning è un film TV canadese del 2008 liberamente ispirato al romanzo Sorridi, piccola Anna dai capelli rossi di Budge Wilson del 2008. Il film è stato prodotto e diretto da Kevin Sullivan e trasmesso dal network canadese CTV.

## Trama
È il 1945 e Anne Shirley, ormai donna di mezza età e scrittrice di successo, è tornata sull'Isola di Prince Edward per una lunga visita ai luoghi della sua infanzia. Durante il soggiorno, un produttore teatrale le propone di scrivere un racconto e lei, quasi per scherzo, acconsente. In realtà Anne sta cercando un motivo di distrazione per non pensare al figlio, che sta combattendo in Europa e che non dà più sue notizie da tempo.
Durante una visita a "Green Gables", che tanti anni prima è stata la sua vera prima casa, Anne scopre sotto il pavimento una lettera del padre, che lei credeva morto assieme alla madre quando aveva tre mesi. Inizia quindi per Anne un viaggio nella memoria dei primi anni della sua travagliata infanzia, dalla morte della madre e il misterioso abbandono dal padre, fino al suo arrivo a "Green Gables".

## Osservazioni
Nel film, Hannah Endicott-Douglas di 12 anni, interpreta la piccola Anne Shirley, mentre Barbara Hershey interpreta Anne da adulta. È da notarsi il cameo di Shirley MacLaine, che nella serie televisiva interpreta Amelia Thomas, una delle tante madri adottive di Anne.
Il film, da considerarsi il prequel di Anna dai capelli rossi, la serie televisiva canadese del 1985, si basa molto liberamente su Sorridi, piccola Anna dai capelli rossi di Budge Wilson, a sua volta romanzo prequel della saga di Anna dai capelli rossi, scritto con il consenso degli eredi di Lucy Maud Montgomery nel centenario dell'uscita del romanzo originale. In realtà Kevin Sullivan nello scrivere la sceneggiatura, ha apportato numerose modifiche alla storia originale
:
ad esempio, nei romanzi Anne non diventerà una scrittrice di successo, limitandosi a scrivere brevi racconti per bambini e necrologi sul giornale locale come riportato in La grande casa del 1917; inoltre l'intera storia è stata spostata di una trentina di anni in avanti rispetto ai romanzi, visto che Anne, basandosi sempre su La grande casa, nel 1945 dovrebbe avere circa 80 anni.
Sempre dal romanzo Sorridi, piccola Anna dai capelli rossi, la Nippon Animation ha prodotto la serie animata Sorridi, piccola Anna, a sua volta prequel di Anna dai capelli rossi del 1979.